# Favria
Favria is een gemeente in de Italiaanse provincie Turijn (regio Piëmont) en telt 4584 inwoners (31-12-2004). De oppervlakte bedraagt 14,8 km², de bevolkingsdichtheid is 310 inwoners per km².

## Demografie
Favria telt ongeveer 1826 huishoudens. Het aantal inwoners steeg in de periode 1991-2001 met 2,3% volgens cijfers uit de tienjaarlijkse volkstellingen van ISTAT.
| Jaar | Inwoneraantal |
| ---- | ------------- |
| 1991 | 4225          |
| 2001 | 4324          |

## Geografie
Favria grenst aan de volgende gemeenten: Rivarolo Canavese, Busano, Oglianico, Front.
1. ↑  https://demo.istat.it/?l=it.